# Transport fluvial

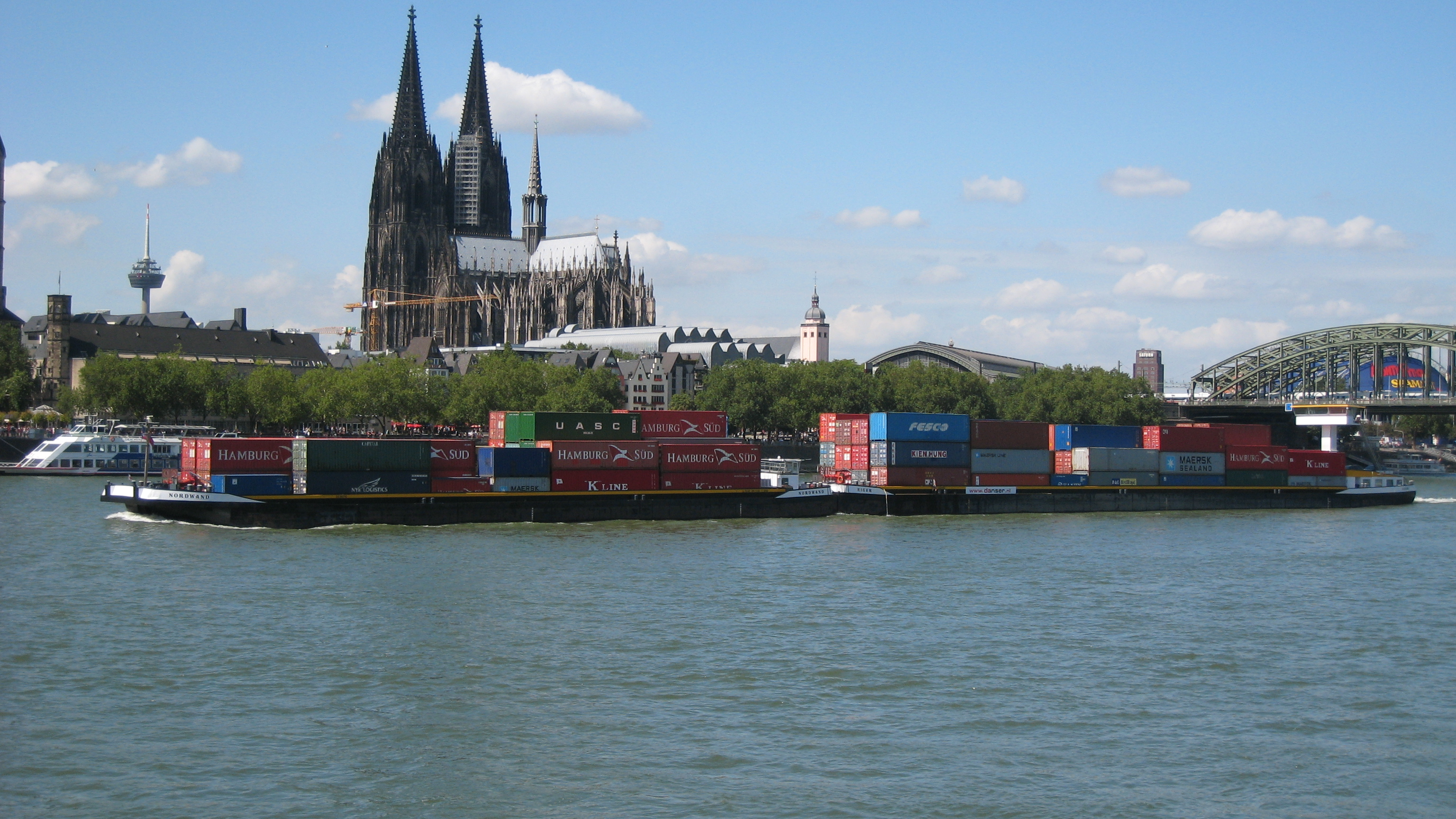
Transport fluvial de marchandises sur le Rhin.

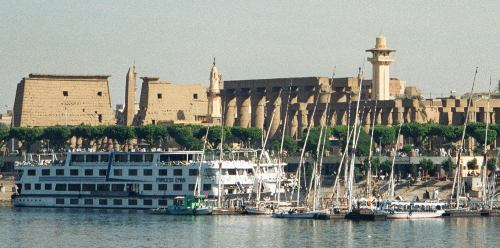
Transport de passagers sur le Nil.

Le transport fluvial est le transport sur les voies navigables, qu'elles soient des cours d'eau navigables, éventuellement aménagés, ou des canaux artificiels.
La batellerie désigne elle l'industrie du transport de marchandises (le fret) par bateaux sur les voies navigables mais aussi l'ensemble des bateaux qui servent à cette industrie. En plus du transport de marchandises, le transport fluvial inclut les quelques services de transports de personnes, ainsi que la navigation de plaisance ou tourisme fluvial.

## Histoire

### Transport fluvial au néolithique
« Les rivières sont les chemins qui marchent et qui portent où l'on veut aller. »

— Blaise Pascal, Pensées, 1re partie, art. 10, pensée 38 

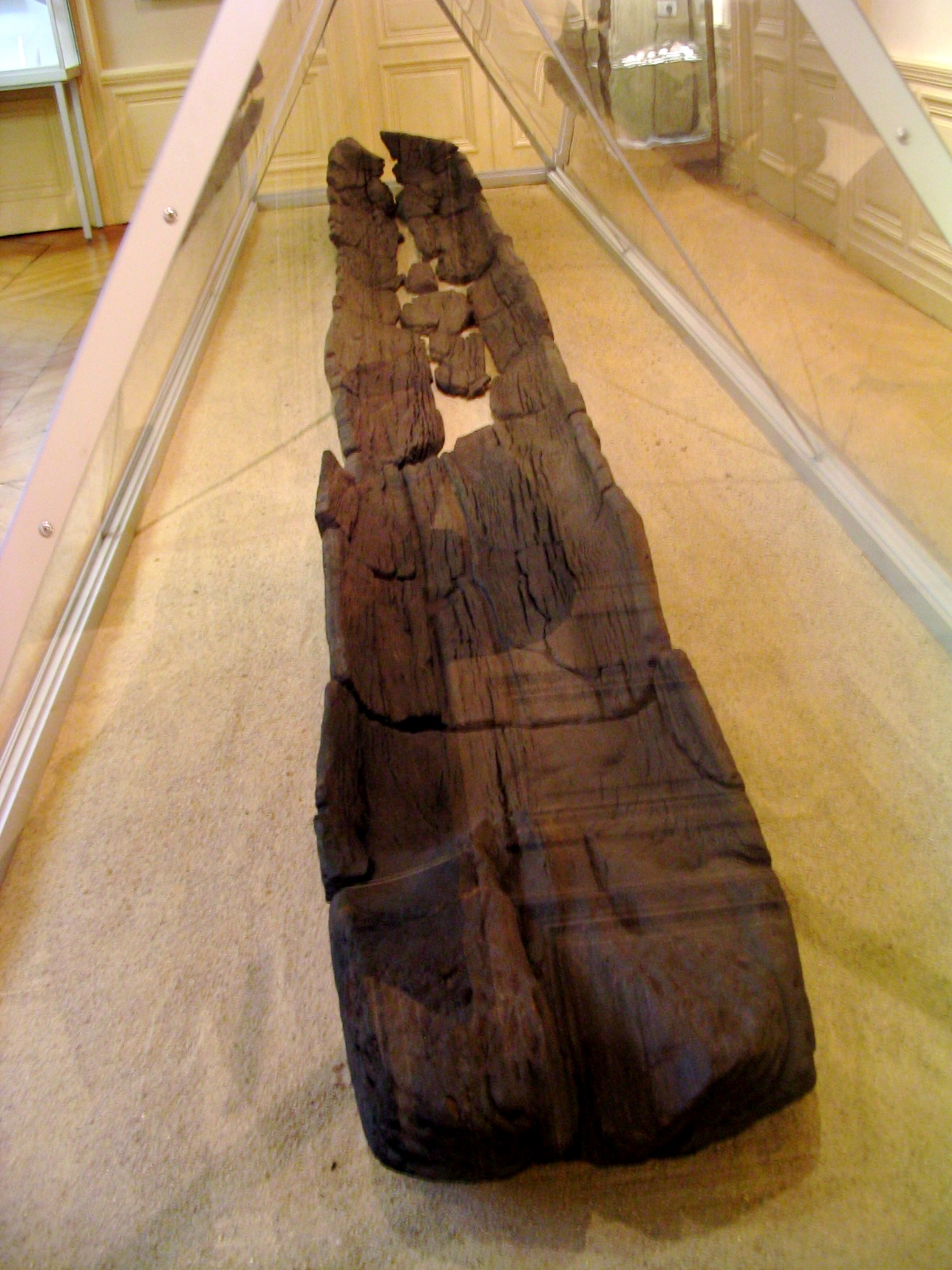
Pirogue monoxyle néolithique découverte à Bourg-Charente en 1979.

Depuis le néolithique, les fleuves les plus importants ou les plus modestes rivières facilitent le transport fluvial des hommes et des marchandises, à l'aide de flotteurs (outres gonflées ou assemblage de deux jarres en terre cuite), de radeaux, ou de bateaux (pirogues monoxyles, embarcations de peaux assemblées sur une carcasse légère, barges). Pendant des millénaires, les « chemins qui marchent » ouverts à la navigation et au flottage du bois sont le moyen essentiel de pénétration à l'intérieur de continents, et expliquent en partie l'implantation de la plupart des grandes cités sur les voies de navigation intérieure.

### Transport fluvial dans l'Antiquité

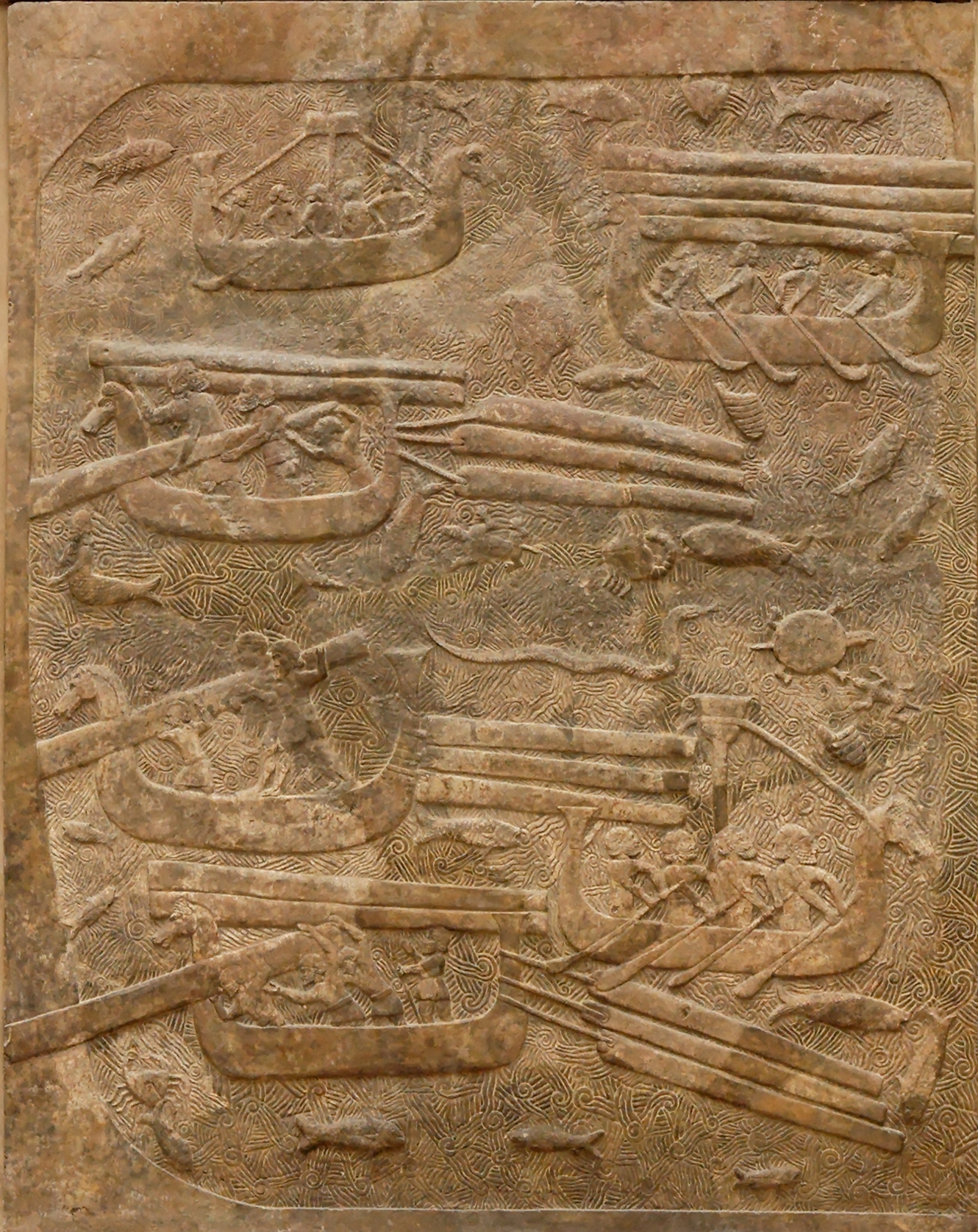
Flottage du bois de cèdre vers Dur-Sharrukin Louvre AO19890

Dans la partie orientale du bassin méditerranéen, le flottage a probablement démarré dès l’âge du bronze en Égypte antique ou en Mésopotamie parallèlement aux progrès réalisés dans la navigation qui à l’époque utilisait encore beaucoup les radeaux de bambous. L’Égypte du 3e millénaire av. J.-C. a besoin d’embarcations capables de porter des charges lourdes comme les pierres de construction. Les Égyptiens ont fait des voyages de prospection au sud des cataractes du Nil en direction de l’Afrique tropicale où ils découvriront deux essences d’arbres qui leur conviennent parfaitement par la taille et par la maniabilité dans le façonnage : l’acajou et l’okoumé. Les billes de ces arbres abattus ont été très probablement flottées avec ou sans remorquage sur une distance de 2 000 km jusqu’aux chantiers navals de l’empire.
Dans le premier livre des Rois, chapitre 5, versets 15 à 26, la correspondance entre le roi Hiram et le roi Salomon au sujet des préparatifs de la construction du nouveau Temple à Jérusalem nous confirme que le flottage du bois était pratiqué sur mer le long des côtes. Suivant les traductions, le bois est expédié par flottage sur la mer jusqu’à Jaffa ou descendu à la mer, assemblé et remorqué à l’endroit que l’on indiquera au roi de Tyr. La seconde version paraît plus précise car il est fort probable que les fûts de cèdre du Liban n’aient pas dérivé seuls sur la mer. On ne peut donc pas parler de radeau ou train de bois au sens strict. Suivant les sources, Salomon importe du cèdre et du genévrier, pour d’autres du cèdre, du santal et du cyprès. Dans tous les cas, ce passage de la Bible représente clairement la première transaction commerciale écrite entre un acheteur et un vendeur qui s’accordent sur les prix, la nature de la marchandise et surtout le moyen de transport par flottage (mer et cours d’eau).
Il y a trente siècles, des felouques et des canges à rames ont navigué sur le Nil de Haute-Égypte. Toutefois, la proximité des rives du Nil avec les pyramides et les carrières de pierre peut laisser supposer que le Nil n'est pas complètement étranger au moyen de transport utilisé:

« La provenance de toutes les sortes de pierre constituant la pyramide est parfaitement connue, les pierres des assises sont en calcaire siliceux et proviennent de Gizeh même (les carrières sont encore visibles), le parement de calcaire fin vient de Tourah et le granite des chambres funéraire est issu des carrières d'Assouan (certes lointaines). Je ne vois pas pourquoi les Égyptiens se seraient compliqué la tâche en fabriquant de la pierre alors qu'ils en avaient à revendre. »

— Jean-Claude Golvin (CNRS)
De même, l’édification des palais et des temples dans les sites antiques de Mésopotamie sur l’Euphrate, comme à Mari et son temple d’Ishtar a non seulement nécessité de grandes quantités de pierres de construction dont la caractéristique montre qu’elles proviennent de la falaise de Doura Europos, mais aussi une quantité non négligeable de bois importés des montagnes de l’actuelle Syrie ou Turquie qui ne peuvent qu’avoir été acheminés par flottage sur l’Euphrate vu la distance à parcourir.
Un bas-relief du VIIIe siècle av. J.-C. qui ornait le mur Nord de la cour d’honneur du palais de Dur-Sharrukin, ancienne capitale de l’empire assyrien aujourd’hui Khorsabad dans le nord de l’Irak, représente une scène de flottage de billes de bois non-assemblées, percées d’un trou à l’extrémité pour passer la corde et tirées par des barques remorqueurs manœuvrées par quatre rameurs. D’après la correspondance du roi Sargon II qui évoque cet événement, le bois de construction provenait de la région du haut Tigre ou des monts Nur. Pour construire son nouveau palais, le roi Sargon II avait besoin d’une quantité impressionnante de bois et surtout de pierres de construction. Le port aux bois principal se trouvait alors à Assur où les pièces de bois étaient entreposées en grandes quantités avant d’être expédiées à Dur-Sharrukin par bateau. Elles arrivaient à Assur ou à Ninive par flottaison. En observant le bas-relief, on reconnaît les cordes qui rattachent chaque pièce au bateau, mais pas entre elles. Il n’y a donc pas d’assemblage en radeaux ; cette technique rappelle davantage les flottes en Asie ou les flottes modernes avec le grand filin central auquel sont reliées les billes séparément.
Le développement du commerce fluvial en Gaule et dans la Rome antique fait vivre un ensemble de métiers qui vivent de ce mode de transport. Ils s'organisent en corporations : passeurs, haleurs et conducteurs de bêtes de halage, ouvriers des ports fluviaux (arrimeurs, débardeurs, portefaix), charpentiers et navigateurs. Les principaux corps de métiers qui se partagent la navigation sont les nautes qui occupent les fleuves eux-mêmes, les naviculaires qui occupent, en plus de la mer, les embouchures, et les utriculaires qui se réservent de plus petits affluents et des étangs.

### Transport fluvial du Moyen Âge auXIXesiècle
Les textes et l'archéologie médiévale qui étudie les épaves en milieu fluvial et les aménagements de berge, mettent en évidence le développement de batelleries régionales au cours du Moyen Âge, chacune avec ses spécificités. Des communautés de marchands bourgeois, les hanses, acquièrent le monopole de commerce par voie fluviale. Les bateliers sont alors des transporteurs au service de ces marchands des villes. À l'image de la Ligue hanséatique ou des échelles du Levant, ces corporations assurent la libre navigation aussi bien physique que juridique. Elles voient leur rôle décliner avec la centralisation étatique. En effet, l'invention de l'écluse à sas au XVe siècle en Italie puis celle du canal à bief de partage au XVIe siècle en France, permettent aux États d'étendre et de contrôler le réseau navigable en aménageant des canaux de jonction entre les différents bassins fluviaux, puis en développant au XIXe siècle la canalisation généralisée qui répond aux attentes de la Révolution industrielle (besoins d'écoulement du charbon, des minerais, des matériaux de construction, des céréales). La révolution des transports au XIXe siècle en Europe voit le développement de la batellerie à vapeur (dont l'essor est limité, beaucoup d'artisans mariniers ne pouvant se moderniser faute de capitaux) et surtout du chemin de fer qui entraînent le déclin progressif de la batellerie à voile et la batellerie halée, plus lente et coûteuse.

## Transport fluvial en France
Le transport fluvial en France est, en comparaison de nombreux pays d'Europe centrale, du nord, de l'est et du sud-est, relativement peu développé et reste moins important que le transport routier ou le transport ferroviaire. Néanmoins, les qualités écologiques et environnementales du transport fluvial soulignées lors des Lois Grenelle Environnement font que ce dernier est désormais privilégié par le ministère de l'Environnement, de l'Énergie et de la Mer, ministère chargé des transports.
Le transport fluvial émet quatre fois moins de CO2 par tonnage transporté que la route.

## Batellerie en Belgique
Le transport fluvial en Belgique joue un rôle crucial dans le système de transport du pays. La Belgique bénéficie d'un réseau dense de voies navigables intérieures qui comprennent des rivières, des canaux et des ports, ce qui en fait un élément essentiel du transport de marchandises et de passagers.

## Navigation fluviale marchande
Pour le transport de marchandises, de véhicules et de voyageurs.

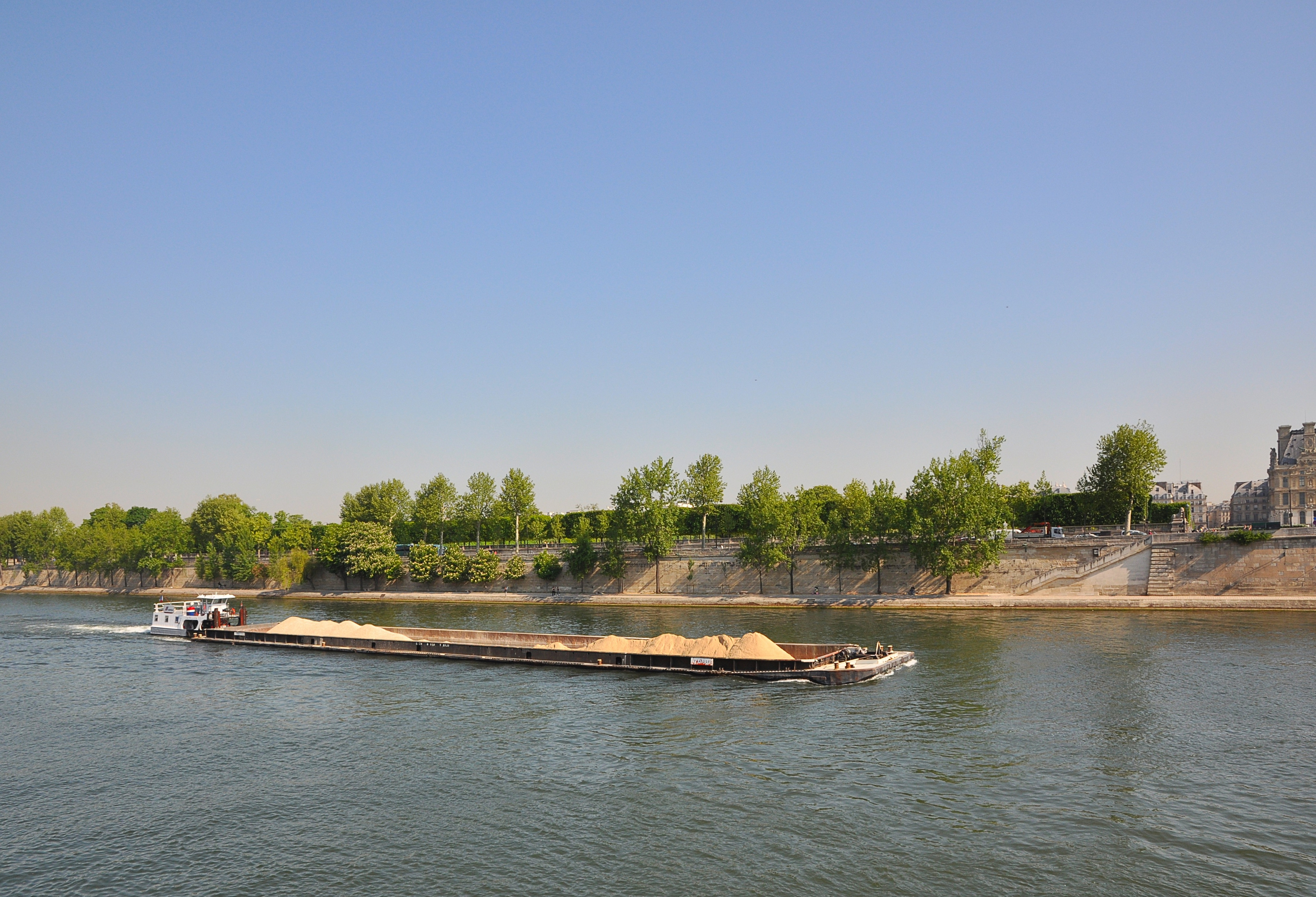
Péniche sur la Seine - Paris.

### Toueurs
La technique du touage consiste en la traction d'un train de péniche par un bateau-treuil, le toueur. Sur la Seine, la "C.G.T.V.N." (compagnie générale de traction sur voies navigables) exploitait un grand nombre de ces remorqueurs. Elle fut remplacée par la C.G. Poussage V.N.

### Bateaux automoteurs

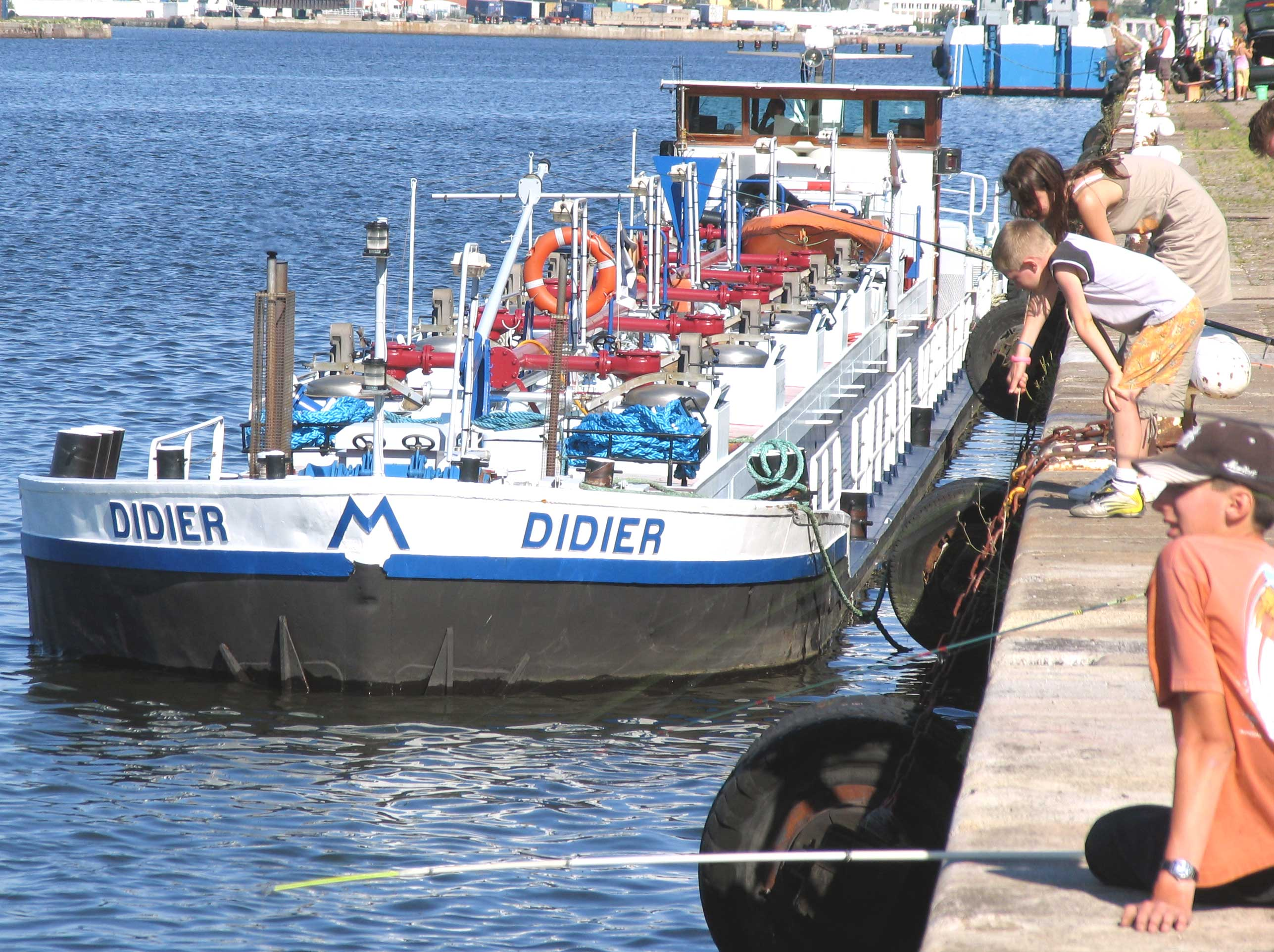
Automoteur Didier (armement Mahieu) dans le port du Havre.

Petit gabaritlong. 38,50 m. larg. 5,05 m.
Enfoncement : 1,80 à 2,70 m.
Voir Gabarit Freycinet
Grand gabarit(rivières aménagées ou canaux), toutes dimensions jusqu’à : long. 172 m, larg. 11,45 m, 3 500 t.

### Bargespoussées

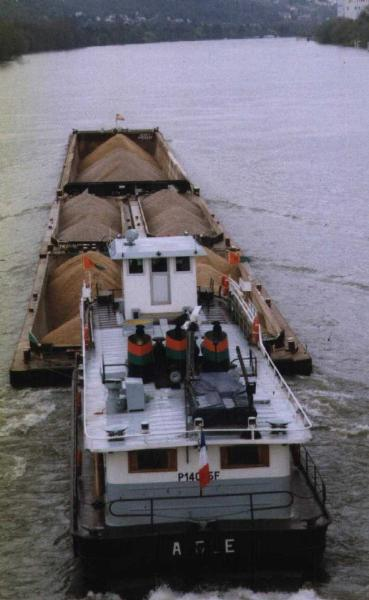
Barges poussées par lAigle, pousseur à 3 moteurs de 350 CV chacun.

Les convois fluviaux sont constitués :
- Par un bateau pousseur : Ce bateau a pour fonction de pousser et manœuvrer un convoi de barges. Celui-ci, amarré à l'arrière du convoi par des câbles en acier, serrés par des treuils de forte puissance se comporte comme une unité complète dont la longueur avoisine les 180 mètres de long sur les voies navigables à grand gabarit. Les pousseurs disposent d'une puissance pouvant dépasser les 3000 ch, répartis sur plusieurs moteurs, eux-mêmes entraînant des hélices ayant souvent quatre gouvernails, deux arrière et deux avant, dits de "flanking", permettant des manœuvres très particulières.

- Par des barges dont les dimensions peuvent varier. Cependant, la tendance lourde actuelle est de concevoir des unités aux dimensions standardisées afin d'optimiser les capacités de transport lourd qu'offre la voie d'eau. Il n'est pas rare d'associer plusieurs barges, en large comme en long afin de constituer un convoi "séparable".

La largeur totale d'un convoi est essentiellement établie en fonction du gabarit des écluses à passer. Par exemple : Jusqu’à 23 m de largeur sur le Rhin et le nord de la Belgique.
Les convois fluviaux sont essentiellement utilisés pour transporter des matériaux en vrac tels que des granulats, des céréales, des hydrocarbures… Leur tonnage peut aller jusqu’à 25 000 tonnes par convoi ce qui en fait un moyen de transport très adapté pour les matériaux de forte densité et ne nécessitant pas trop de ruptures de charge.

### Bateaux traversiers

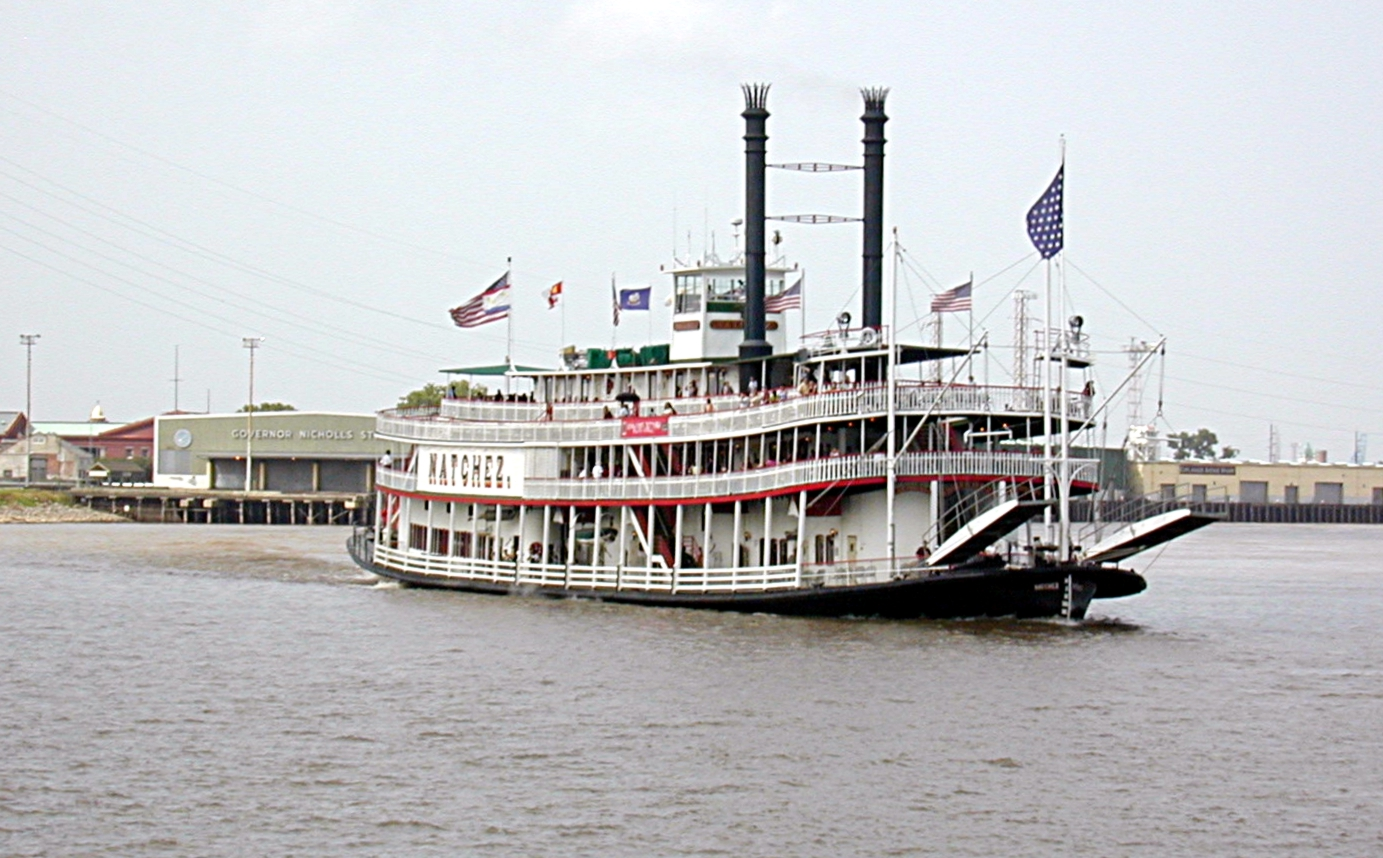
Bateau à roue à aubes sur le Mississippi

Pour les traversées de cours d'eau de lacs, d'estuaires, de fjords de lagunes ou d'abers
- les bacs ;
- les bateaux à roues à aubes ;
- Batobus ;
- les ferries ;
- Vaporetto.

## Les métiers du transport fluvial
Ces métiers concernent les personnes, globalement appelées « mariniers » (et anciennement « bateliers »), travaillant au transport de marchandises ou de passagers, qui se font par des mariniers artisans (artisan-batelier) ou salariés. auxquels il faut adjoindre tout ce qui a trait au réseau (voies navigables de France), aux contrôles (douane, police de l'eau), aux ports fluviaux et aux plates-formes multimodales.
Ce sont par exemple les commandant, premier capitaine, second capitaine, timonier, matelot-timonier, chef mécanicien et son second, matelot-garde moteur, matelot (niveau 1 ou 2). Des organismes spécifiques de formation existent pour ces métiers.

## Navigation fluviale de plaisance

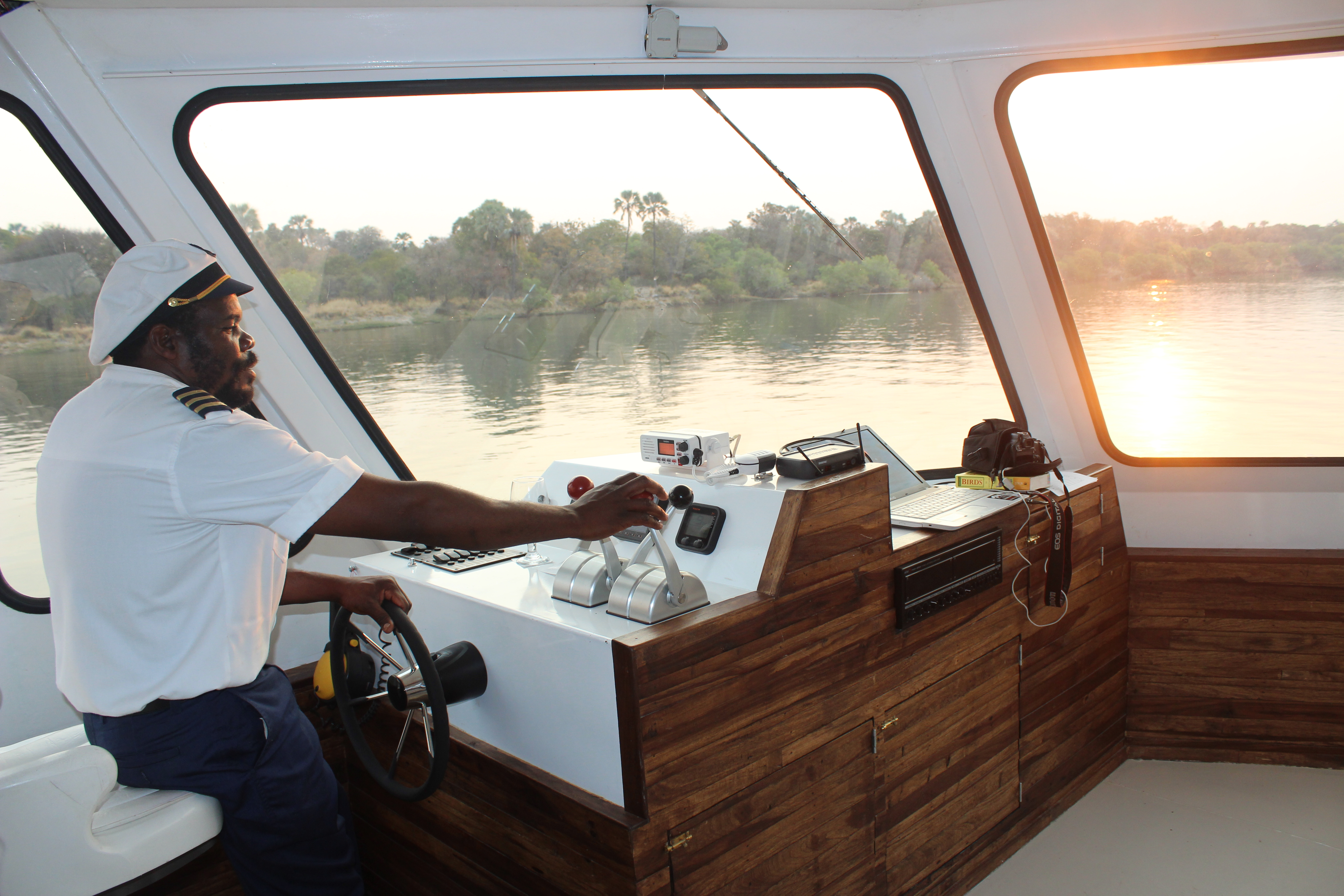
Capitaine d'un bateau de plaisance sur le Zambèze.

- Bateau mouche
- Bateau-hôtel à passagers
- Péniche aménagée
- Coche de plaisance ou House-boat

## Réglementation
En France, la navigation fluviale de plaisance ou professionnelle est encadrée par le règlement général de police de la navigation intérieure (RGPNI). On trouve dans le document, les règles de navigation, ainsi que les types des feux que doivent porter les bateaux, et la signification du balisage et des panneaux.